# Ocnophila poeyi
Ocnophila poeyi är en insektsart som först beskrevs av Bolívar 1888.  Ocnophila poeyi ingår i släktet Ocnophila och familjen Diapheromeridae. Inga underarter finns listade i Catalogue of Life.